# Лизергол
Лизергол (англ. Lisuride) — лекарственное средство, относящееся к производным эрголина. Применяется в терапии болезни Паркинсона, гиперпролактинемии и для профилактики мигрени. Является агонистом дофаминовых рецепторов и частично воздействует на серотониновые рецепторы.

## Фармакологическое действие
Лизергол действует в первую очередь как агонист D2-дофаминовых рецепторов. Также проявляет активность в отношении рецепторов 5-HT1A и 5-HT2, что обусловливает его применение при мигрени и других неврологических состояниях.

## Медицинское применение
- Болезнь Паркинсона — как вспомогательное средство в составе комбинированной терапии[2].
- Гиперпролактинемия — снижает уровень пролактина за счёт стимуляции дофаминовых рецепторов[3].
- Мигрень — профилактическое средство при частых приступах[4].

## Фармакокинетика
После перорального приёма лизергол быстро всасывается, но подвергается значительному метаболизму в печени. Биодоступность — 10–20%. Выводится преимущественно почками.

## Побочные эффекты
Частые побочные реакции: тошнота, головокружение, бессонница, ортостатическая гипотензия. Реже возможны галлюцинации и спутанность сознания, особенно у пожилых пациентов.

## Противопоказания
- Беременность и лактация.
- Психозы и тяжелые психические расстройства.
- Выраженная гипотензия.

## Химическая структура
Лизергол является производным эрголина. Химическая формула: C20H25N3O. Имеет структурное сходство с ЛСД, но в отличие от него, в структуре лизергола отсутствует диэтиламидный остаток, что делает его не психоделическим, несмотря на схожесть в ядре молекулы.

## Правовой статус
В некоторых странах зарегистрирован под торговыми названиями Dopergin, Lisuride Hydrogen Maleate и др. Не входит в перечень наркотических веществ, но требует рецепта.